# Таллінн (аеропорт)
Талліннський аеропорт імені Леннарта Мері (ест. Lennart Meri Tallinna lennujaam) IATA: TLL, ICAO: EETN) — найбільший пасажирський аеропорт в Естонії. Розташований за 4 км від центру Таллінна, на східному березі озера Юлемісте.
Аеропорт має одну злітно-посадкову смугу завдовжки 3070 м та завширшки 45 м, п'ять руліжних доріжок.
29 березня 2009 року названий на честь другого Президента Естонії — Леннарта Мері.
Є хабом для авіакомпаній:
- airBaltic
- Nordica
- Smartlynx Airlines

## Авіалінії та напрямки, серпень 2019

### Пасажирські
| Авіакомпанія               | Пункт призначення |
| -------------------------- | --- |
| Aegean Airlines            | Сезонний: Афіни |
| Аерофлот                   | Москва-Шереметьєво |
| airBaltic                  | Амстердам, Берлін-Тегель, Брюссель, Копенгаген, Лондон-Гатвік, Осло-Гардермуен, Париж-Шарль де Голль, Рига, Стокгольм-Арланда, Відень, Вільнюс Сезонний: Малага, Зальцбург (з 21 грудня 2019) |
| AnadoluJet                 | Сезонний чартер: Анталія |
| Belavia                    | Мінськ |
| Bulgarian Air Charter      | Сезонний чартер: Бургас |
| Corendon Airlines          | Сезонний чартер: Анталія |
| EasyJet                    | Берлін-Шенефельд, Лондон-Гатвік, Мілан-Мальпенса (з 3 вересня 2019) |
| Ellinair                   | Сезонні: Салоніки |
| Finnair                    | Гельсінкі |
| Freebird Airlines          | Сезонний чартер: Анталія, Газіпаша |
| GetJet Airlines            | Сезонний чартер: Хургада |
| LOT                        | Брюссель, Стокгольм-Арланда, Варшава-Шопен |
| Lufthansa                  | Франкфурт, Мюнхен (з 4 листопада 2019) |
| Norwegian Air Shuttle      | Осло-Гардермуен, Стокгольм-Арланда |
| Nordica                    | Копенгаген, Київ-Бориспіль, Відень, Вільнюс, Варшава-Шопен (все завершується 26 жовтня 2019) Сезонний: Констанца, Ніцца, Одеса, Охрид, Спліт, Тронгейм (все завершується 26 жовтня 2019) |
| Onur Air                   | Сезонний чартер: Анталія, Хургада (з 22 жовтня 2019), Шарм-еш-Шейх (з 24 жовтня 2019) |
| Pegasus Airlines           | Анталія |
| Ryanair                    | Мілан-Бергамо, Берлін-Шенефельд, Единбург, Лондон-Станстед, Мальта, Пафос, Веце Сезонний: Дублін, Жирона |
| Scandinavian Airlines      | Копенгаген, Стокгольм-Арланда |
| SmartLynx Airlines Estonia | Сезонний чартер: Агадір, Альмерія, Анталія, Араксос, Батумі, Мілан-Бергамо, Бургас, Катанія, Корфу, Джерба, Дубай-Аль-Мактум, Енфіда, Фару, Фрідріхсгафен, Фуертевентура, Мадейра, Гран-Канарія, Іракліон, Хургада, Кос, Лансароте, Ларнака, Лісабон (з 28 грудня 2019),, Мадрид, Пафос, Патрас, Превеза, Пула, Реус (з 4 вересня 2019),, Родос, Ріміні, Зальцбург, Санторіні (з 18 вересня 2019), , Шарм-ель-Шейх, Тенерифе-Південний, Тирана, Тиват, Трієст (з 21 серпня 2019),, Турин, Варна, Загреб |
| Tailwind Airlines          | Сезонний чартер: Анталія |
| Transaviabaltika           | Курессааре, Кярдла |
| Turkish Airlines           | Стамбул-Аеропорт Сезонний чартер: Анталія |
| Wizz Air                   | Київ-Жуляни, Кутаїсі (з 11 вересня 2019),, Лондон-Лутон |

### Вантажні
| Авіакомпанія         | Пункт призначення            |
| -------------------- | ---------------------------- |
| ASL Airlines Belgium | Мальме, Турку, Варшава–Шопен |
| FedEx Express        | Амстердам                    |
| DHL Aviation         | Гданськ, Лейпциг             |
| UPS Airlines         | Відень                       |

## Статистика
| Рік  | Пасажирообіг | Авіатрафік | Вантажообіг (тонн) |
| ---- | ------------ | ---------- | ------------------ |
| 1992 | 205,776      | 11,000     | 1,124              |
| 1993 | 239,760      | 12,170     | 1,417              |
| 1994 | 336,282      | 13,378     | 2,362              |
| 1995 | 366,919      | 13,784     | 2,488              |
| 1996 | 431,212      | 16,695     | 3,997              |
| 1997 | 502,442      | 21,455     | 5,590              |
| 1998 | 563,946      | 24,951     | 5,991              |
| 1999 | 550,747      | 23,590     | 5,326              |
| 2000 | 559,658      | 23,358     | 4,690              |
| 2001 | 573,493      | 23,633     | 4,543              |
| 2002 | 605,697      | 26,226     | 4,292              |
| 2003 | 715,859      | 25,294     | 5,080              |
| 2004 | 997,461      | 28,149     | 5,237              |
| 2005 | 1,401,059    | 33,610     | 9,937              |
| 2006 | 1,541,832    | 33,989     | 10,361             |
| 2007 | 1,728,430    | 38,844     | 22,764             |
| 2008 | 1,811,536    | 41,654     | 41,867             |
| 2009 | 1,346,236    | 32,572     | 21,001             |
| 2010 | 1,384,831    | 33,587     | 11,960             |
| 2011 | 1,913,172    | 40,298     | 18,371             |
| 2012 | 2,206,692    | 48,531     | 23,921             |
| 2013 | 1,958,801    | 37,856     | 20,941             |
| 2014 | 2,017,371    | 37,791     | 19,860             |
| 2015 | 2,166,663    | 41,513     | 16,156             |
| 2016 | 2,221,615    | 40,938     | 13,940             |
| 2017 | 2,648,361    | 45,235     | 11,345             |
| 2018 | 3,007,644    | 48,568     | 11,518             |

## Наземний транспорт

### Автобус
Маршрут №2 прямує з аеропорту до центру Таллінна та Талліннського пасажирського порту. Маршрут №65 прямує до Ласнамяє.
Далекомагістральні маршрути:
- міжміські автобусні лінії «Täistunniekspress», під орудою Lux Express, сполучає Таллінн з Тарту..[15]
- Також маршрут №158, під орудою SEBE, зупиняється в аеропорту один раз на день[16] і вирушає з Таллінна в Тарту.

### Трамвай
1 вересня 2017 року маршрут №4 було продовжено до терміналу Він проходить через 100-метровий тунель Юлемісте під залізницею Таллінн-Нарва. Кошторисна вартість будівництва — 20000000 € Трамвайна лінія була офіційно відкрита 30 серпня 2017

### Залізниця
Найближча станція — Юлемісте, яка знаходиться приблизно за 800 метрів від аеропорту, неподалік від Юлемісте-Кескус. Від неї прямують регіональні і приміські залізниці лінії Elron. Станція і Талліннський аеропорт з'єднані автобусним маршрутом №65 і трамвайною лінією №4.